# كاميرون توشاك
كاميرون توشاك (بالإنجليزية: Cameron Toshack)‏ هو لاعب كرة قدم بريطاني، ولد في 7 مارس 1970 في كارديف في المملكة المتحدة. لعب مع سوانزي سيتي وكارديف سيتي ونادي بريستول سيتي ونادي ويموث.